# أبو بكر عيسى
أبو بكر مامون عيسى أو آبو عيسى لاعب كرة قدم سوداني محترف، يلعب كمهاجم لصالح نادي غريمسبي تاون الذي ينافس في الدوري الإنجليزي الدرجة الثانية. كما يمثل منتخب السودان لكرة القدم منذ عام 2023. وهو كذلك شقيق اللاعب محمد عيسى.